# Elia (oratorio)

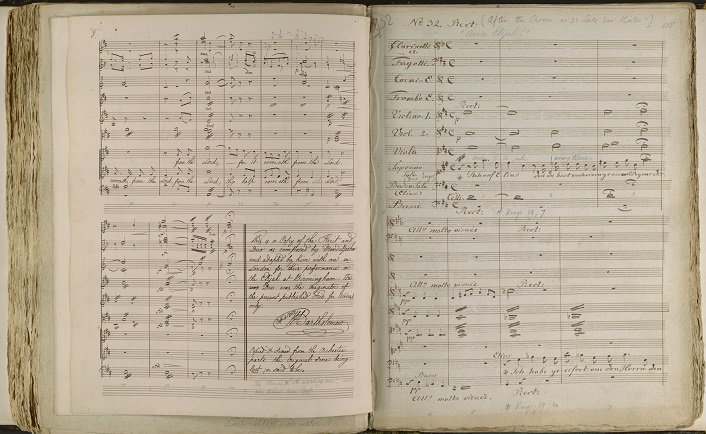

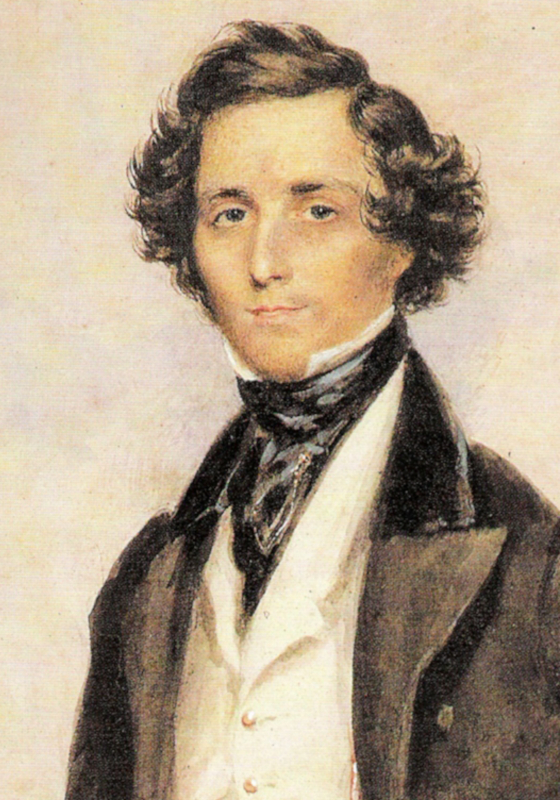
Il compositore in un ritratto del 1831

Elia, in tedesco Elias, è il secondo oratorio composto da Felix Mendelssohn Bartholdy. Terminato l'11 agosto 1846, fu eseguito per la prima volta il 26 agosto dello stesso anno al festival di Birmingham, in Inghilterra, sotto la direzione dello stesso Mendelssohn.

## Il libretto
Il libretto fu scritto in stretta collaborazione con il teologo Julius Schubring, amico del compositore. Tratto principalmente dal Primo e dal Secondo libro dei Re del Vecchio Testamento, narra la vita ed i miracoli compiuti dal profeta Elia secondo la tradizione cristiana. Mendelssohn, fedele al protestantesimo, diede la sua personale visione della vicenda biblica adottando una particolare simbologia musicale.

Il libretto presenta due differenti versioni: quella tedesca, originalmente concepita da Mendelssohn durante la sua collaborazione con Julius Schubring, e quella inglese, pensata per l'esecuzione in Inghilterra e che fu appunto adottata alla prima dell'oratorio.

## La partitura
Scritto per un'orchestra di due flauti, due oboi, due clarinetti, due fagotti, quattro corni, due trombe, tre tromboni, oficleide, timpani, organo e archi, doppio coro di solisti SSAATTBB e coro SATB, l'oratorio si compone di due parti di rispettivamente venti e ventidue numeri l'una.
I personaggi sono:
- La vedova (Soprano)
- Il bambino (Soprano)
- L'angelo  (Soprani I e II, Contralto)
- La regina (Contralto)
- Il re Ahab (Tenore)
- Obadjah    (Tenore)
- Elia       (Basso)